# هالاسانا

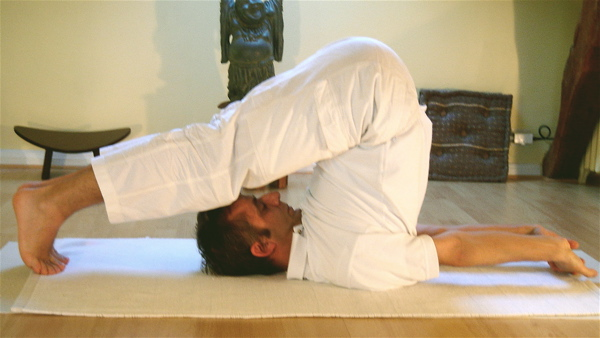
هالاسانا

هالاسانا (بالسنسكريتية : हलासन) أو وضعية المحراث هي وضعية مقلوبة في هاثا يوغا واليوغا الحديثة. وتشمل تنوعاتها وضعية كارنابيداسانا مع وضع الركبتين بجانب الأذنين، ووضعية سوبتا كوناسانا مع مباعدة القدمين.

## التأثيل والأصول

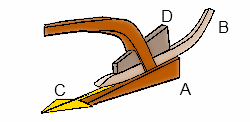
يشبه الوضع المكتمل المحراث التقليدي.

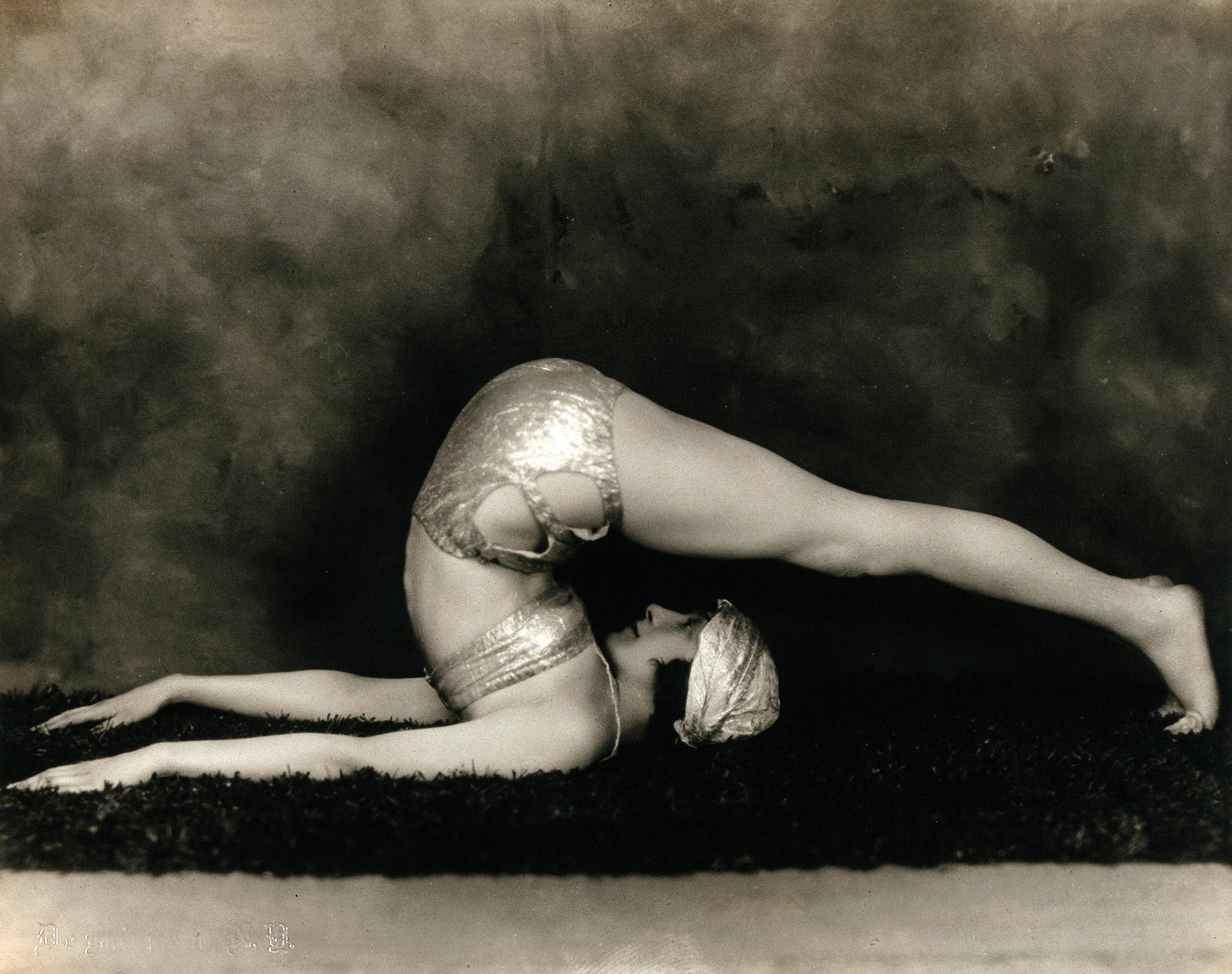
خبيرة الصحة والجمال مارغريت أغنييل في وضعية هالاسانا، في 1928 تقريباً. تصوير جون دي ميرجيان

يأتي اسم هالاسانا من الكلمات السنسكريتية हला هالا، وتعني "المحراث" و आसन أسانا، "الوضعية" أو "المقعد". تم وصف وتوضيح الوضعية في كتاب سريتاتفانيدي المصنف في القرن التاسع عشر باسم لانغالاسانا، وتعني أيضًا وضعية المحراث باللغة السنسكريتية.
لا يوجد وضع كارنابيداسانا في نصوص هاثا يوغا في العصور الوسطى. تم وصفه بشكل مستقل في كتاب فيشنوديفاناندا ساراسواتي الكتاب مصور الكامل لليوجا في 1960 في تقليد سيفاناندا يوغا، وكذلك بواسطة بيلو كريشناماشار سونداراراجا إينغار في كتابه نور على اليوجا المصنف في 1966، مما يشير إلى احتمالية أن يكون له أصول أقدم. يأتي الاسم من الكلمات السنسكريتية كارنا (कर्ण) وتعني "آذان"، بيد (पीड्) وتعني "الضغط"، أسانا(आसन) وتعني "الوضعية" أو "المقعد".

## الوصف
يتم الدخول في الوضعية من وضعية سارفانغاسانا (الوقوف على الكتفين)، وخفض الظهر قليلاً لتحقيق التوازن، وتحريك الذراعين والساقين فوق الرأس حتى تلمس أصابع القدمين الممدودة الأرض وأطراف أصابع اليدين، في شكل تحضيري للوضعية. يتم بعد ذلك تحريك الذراعين لدعم الظهر في وضع أكثر عمودية، مما يوفر وضعية ثانية مختلفة. أخيراً، يتم مد الذراعين على الأرض بعيدًا عن القدمين، مما يجعل الوضع النهائي على شكل المحراث التقليدي.

## الاختلافات

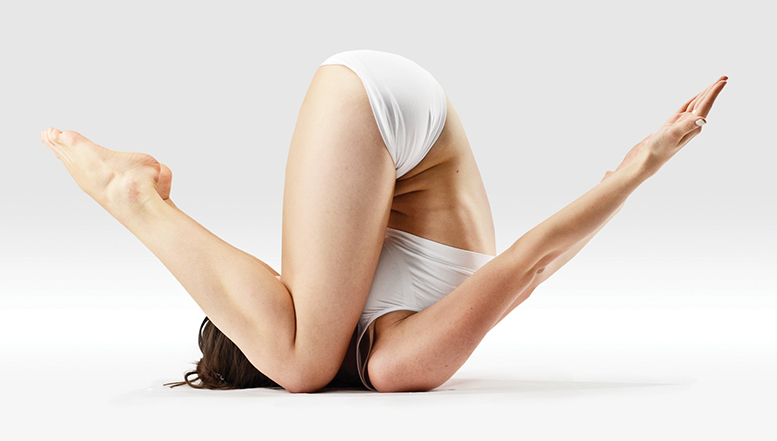
وضعية كارنابيداسانا، مع وضع ذراع مختلف

وضعية كارنابيداسانا (وضعية الضغط على الأذن) أو وضعية راجا هالاسانا (وضعية المحراث الملكي) تكون فيها الركبتان مثنيتين بالقرب من الرأس وممسكتين بالذراعين.
وضعية بارسفا هالاسانا (المحراث الجانبي) يكون فيها الجسم عموديًا، والجذع ملتويًا إلى جانب واحد، والساقين ممدودتين مع ملامسة القدمين للأرض إلى ذلك الجانب.
وضعية سوبتا كوناسانا (وضعية زاوية الاستلقاء) تكون فيها الساقين متباعدتين قدر الإمكان، وأصابع القدمين على الأرض، بحيث تكون كوضعية أوبافيستا كوناسانا مقلوبة؛ وتمسك أطراف الأصابع بأصابع القدم الكبيرة.
يمكن تنفيذ كل هذه الاختلافات كجزء من دورة تبدأ من وضعية سارفانغاسانا.